# Строволос
Строволос (грец. Στρόβολος, тур. Strovolos) — муніципалітет і передмістя столиці Кіпру, Нікосії. Є другим за величиною поселенням Кіпру після міста Лімасол.

## Історія
Назва Строволос походить від грецького слова «strovilos» (Στρόβιλος), що означає смерч чи ураган.
Перші згадки про місто зустрічаються у Середньовіччі в описах літописця Леонтія Махаїраса. Остаточне становлення міста відбулось після захоплення міста турками.
Після Кіпрської кризи 1963-1975 років турецьке населення муніципалітету залишило його та переселилось до північних районів острова. Демографічний баланс відновився за рахунок греків, які тікали з півночі Кіпру.

## Міста побратими
- Верія, Греція (від 1993)[58]